# Inselspital
Das Inselspital, Universitätsspital Bern (frz.: Inselspital, Hôpital universitaire de Berne) ist ein Universitätsspital der Schweiz. Das Spital gehört seit 2016 zur Insel Gruppe, welche das operative Geschäft leitet und ist über einen Staatsvertrag mit dem Kanton Bern und dessen Gesundheitswesen verbunden.

## Organisation
Das operative Geschäft leitet die Insel Gruppe als AG mit dem Direktionspräsidenten und 7 Direktionen. In der Erweiterten Direktion haben 10 weitere Ärztliche und andere Leiter Einsitz, um die Direktion bei ihrem Kerngeschäft zu beraten. Zur Insel Gruppe gehören gegenwärtig 3 weitere Spitäler und eine Rehabilitationsklinik.
Die Insel Gruppe veröffentlicht wichtige Kennzahlen wie die Zahl der ambulanten und stationären Fälle und zu den Finanzen nur für die gesamte Gruppe. Mit Stand Februar 2024 wird angegeben, dass 39 Kliniken, 5 Institute und 38 Zentren zum Inselspital gehören.
Die Insel, wie sie abgekürzt auch genannt wird, arbeitet in Lehre und Forschung mit der Medizinischen Fakultät der Universität Bern eng zusammen. In der Forschung gibt es darüber hinaus Verbindungen mit der Universität und dem ARTORG Center for Biomedical Engineering Research, dem Center for Precision Medicine (BCPM), dem Department for BioMedical Research (DBMR) und den Zahnmedizinischen Kliniken (zmk Bern). Zahlreiche Professuren an der Medizinischen Fakultät sind zugleich mit Leitungsfunktionen in Kliniken und anderen Einrichtungen der Insel verbunden.
In der Aus- und Weiterbildung bestehen Kooperationen mit dem Berner Bildungszentrum Pflege, der Berner Fachhochschule Gesundheit, der Gewerblich-Industriellen Berufsschule Bern und dem Zentrum für medizinische Bildung Bern.
Die Digitalisierung der Insel Gruppe wurde im Rahmen der Einführung des neuen Klinikinformations- und Steuerungssystems (KISS) von Epic vorangetrieben. Die Einführung hat am 2. März 2024 stattgefunden.
Aufgrund der Sparmassnahmen der Insel Gruppe seit 2022 sollten die Kapazitäten im Notfallzentrum und im Operationsbereich des Inselspitals erhöht werden, um die Schliessungen vom Spital Tiefenau und Münsingen aufzufangen. Zur finanziellen Entlastung hat die Insel Gruppe das Investitionsprogramm reduziert und auf einzelne Investitionsvorhaben verzichtet, so auf das geplante neue Service- und Logistikgebäude.

## Qualitätsranking
In einem seit 2019 durchgeführten jährlichen Ranking der weltbesten Spitäler von Newsweek, wo 2400 Spitäler aus 30 Ländern einbezogen wurden, belegt das Inselspital weltweit Platz 207 (2023 Platz 218), innerhalb der Schweiz wie 2023 Platz 10 nach den Universitätsspitälern Zürich, Lausanne, Basel und Genf (Plätze 1 bis 4) und aus Bern dem Lindenhofspital (Platz 7).
In einem schweiz-eigenen Ranking auf welches-spital.ch im Jahr 2025 (betrieben durch einen Schweizer Verein) belegt die "Insel Gruppe - nicht universitär" Platz 1 der Bestenliste 2025 aller Spitäler der Deutschschweiz und das "Inselspital Bern - Teil der Inselgruppe" Platz 16 im regionalen Ranking mit den Kriterien Patientenzufriedenheit, Akutsomatik.

## Gebäude des Inselareals
Im Rahmen der Erneuerung wurden viele Gebäude seit der 2010er Jahre neu- oder umgebaut und nach für die Insel bedeutsamen Personen benannt. Die meisten betreibt die Inselgruppe. Bei anderen ist die Eigentümerschaft erwähnt, zumeist die Medizinische Fakultät der Universität Bern. Die wichtigsten Gebäude des Inselareals sind:

| Gebäudename Adresse                                                                 | Baugeschichte | Bild |
| ----------------------------------------------------------------------------------- | --- | ---- |
| Anna-Seiler-Haus Freiburgstrasse 20                                                 | Das neue Hauptgebäude wurde am 18. September 2023 eingeweiht und soll zukünftig das Bettenhochhaus aus den 1970er Jahren ersetzen. Es ist nach der Spitalgründerin Anna Seiler benannt. Es ist 63,3 m hoch, hat 3254 Räume in 18 Geschossen. |      |
| Bettenhochhaus Freiburgstrasse 18                                                   | Früheres Hauptgebäude, Baujahr 1970, was nicht mehr den Anforderungen entsprach und auch nicht saniert werden konnte. Es ist ein Rückbau geplant, der 2026 fertiggestellt sein soll und die angrenzenden Gebäude Eingangstrakt, Poliklinik Trakt 1 und Sahlihäuser 1 und 2 mit umfasst. Die Tiefgeschosse werden teilweise beibehalten und ertüchtigt. |      |
| Intensivbehandlungs-, Notfall- und Operationszentrum (INO) Anna-Seiler-Allee 20, 22 | Der Baubeginn des INO war 2005, 2012 wurde es in Betrieb genommen. Es gehört zu den grössten und modernsten der Schweiz. Es umfasst das Notfallzentrum und die Universitätsklinik für Intensivmedizin. |      |
| Operationstrakt Ost Rosenbühlgasse 25                                               | Der Operationstrakt Ost wurde 1963 erbaut und mehrfach umgebaut. Er beherbergt u. a. das Neurozentrum, welches interdisziplinär ausgerichtet ist und seit 2012 besteht, nachdem das INO fertiggestellt wurde. Auf dem Dach befindet sich der Hubschrauberlandeplatz für Notfälle. |      |
| Julie-von-Jenner-Haus Freiburgstrasse 13, 15, 17, 19                                | frühere Kinderklinik, Julie von Jenner (1787–1860) stiftete 1858 das erste Berner Kinderspital, das Jennerspital in der Gerechtigkeitsgasse. 1962 wurde es an das Inselspital übertragen. Der heutige Neubau wurde zwischen 1973 und 1978 unter der Leitung von Ettore Rossi gebaut. Er hiess auch Rossi-Palast. |      |
| Marie-Colinet-Haus Freiburgstrasse 27                                               | Das als Frauenklinik 2002 eingeweihte und lange von Baumängeln geplagte Haus soll nach der Sanierung, voraussichtlich ab Ende 2024, die Frauenklinik, die Neonatologie der Kinderklinik und die Augenklinik beherbergen. Marie Colinet (ca. 1560–1640) war eine der ersten Chirurginnen in Europa und erfand die Methode, Metallsplitter mit Magneten aus dem Auge zu entfernen. |      |
| Wilhelm-Fabry-Haus Freiburgstrasse 37                                               | Baujahr 1953, 1997 wurden Renovierungen als Sofortmassnahmen in Höhe von 6 Millionen CHF vorgenommen bis 2023 hiess es Anna-Seiler-Haus, Wilhelm Fabry (1560–1634) war der Begründer der wissenschaftlichen Chirurgie und ab 1615 Stadtarzt von Bern. Im Garten steht das Anna-Seiler-Denkmal. |      |
| Anna-von-Krauchthal-Haus Anna-von-Krauchthal-Weg 7                                  | früher Haus 5, erbaut 2017. Anna von Krauchthal (auch Anna von Velschen, gestorben 1464 oder 1465), eine der reichsten Bernerinnen, stiftete unter anderem das Grundstück des Inselspitals. |      |
| Theodor-Kocher-Haus Friedbühlstrasse 19                                             | benannt nach Theodor Kocher, eingeweiht 2018 und übergangsweise die Frauenklinik bis zur Fertigstellung der Sanierung des Marie-Colinet-Hauses. Nach dem Auszug der Frauenklinik soll das Gebäude umgebaut und mit fünf Geschossen aufgestockt werden. Geplant ist eine Ausführung 2024–2026. |      |
| C.L. Lory-Haus Freiburgstrasse 41G                                                  | erbaut 1929/30 als Lory-Spital, Architekten: Otto Brechbühl; Otto R. Salvisberg, gestiftet von und benannt nach dem Unternehmer Carl Ludwig Lory, Umbauten 1956/57, Gesamtrenovierung 1984–1987, letztmals umgebaut 2017. |      |
| SWAN Haus Anna-Seiler-Allee 24, 26                                                  | eröffnet 2012, erbaut von der Inselspital-Tochtergesellschaft SWAN Isotopen AG. |      |
| zmk bern Freiburgstrasse 7                                                          | Zahnmedizinische Kliniken der Universität Bern. Das Gebäude wurde 1954 erbaut und 1996 um ein Geschoss und einen Anbau erweitert. Dort war auch die Forschung beheimatet, die ins Gebäude siteminsel umgezogen ist. Zwischen 2018 und 2021 erfolgten Aus- und Umbauarbeiten |      |
| siteminsel Freiburgstrasse 3                                                        | Swiss Institute for Translational and Entrepreneurial Medicine. Dies ist eine selbständige AG, die ab 2025 ohne öffentliches Geld auskommen will und die Synergien mit dem Inselspital für die Forschung nutzt. |      |
| Institut für Infektionskrankheiten Friedbühlstrasse 25                              | Institut der Universität Bern. Es wurde 1896 und 1908 in zwei Etappen erbaut. 1997 bis 2010 erfolgte eine Gesamterneuerung. Das Institut ist in Lehre, Forschung und Praxis des Inselspitals eingebunden. |      |
| Augenklinik Rosenbühlgasse 10, 12                                                   | Universitätsklinik für Augenheilkunde. Das Gebäude wurde im Mai 1908 bezogen als Neue Augenklinik, wo heute die Bettenstation und Orthoptik beheimatet sind Zukünftig wird die Augenklinik voraussichtlich in das Marie-Colinet-Haus umziehen. |      |
| Maurice-E.-Müller-Haus Murtenstrasse 35, 41                                         | Departement for BioMedical Research DBMR der Universität Bern, benannt nach dem Stifter Maurice E. Müller (1918–2009). Das Gebäude wurde 1974 gebaut und 2005–2007 bei laufendem Betrieb saniert. Das Stiftungsgeld war 2010 aufgebraucht. Die Universität forderte das Geld für die Weiterführung aus einem Patentrechtsstreit zurück. Im Jahr 2019 haben sich die Stiftung von Maurice E. Müller und die Universität vor Gericht auf einen Ausgleich geeinigt, über dessen Höhe Stillschweigen vereinbart wurde.                                                      |      |
| Dermatologie Anna-Seiler-Allee 33 Inselmattgasse 11, 13                             | Erbaut 1890. Aus einem dermatologischen Kurhaus entstand 1892 die erste Universitäts-Hautklinik der Schweiz. Ausbauten erfolgten 1905, 1919, 1955 und 1963. 2000 bis 2004 erfolgte eine Generalsanierung. Station und Poliklinik sind heute dort untergebracht. Anfang 2023 hat die Poliklinik neue Räumlichkeiten bezogen durch Schliessung der ehemaligen Bettenstation. |      |
| Ernst-Otz-Haus Bela-von-Thun-Weg 7                                                  | Der Bauentscheid fiel 1880 als Neubau des Ausserkrankenhauses, wo dies eins von drei Gebäuden war. Der Name stammt von einem in die Vereinigten Staaten emigrierten Berner, der sein Vermögen der Insel vermachte. Seit 1950 wird dieses Gebäude Ernst-Otz-Heim genannt. Heute dient es der Aus- und Weiterbildung für Gesundheitsberufe |      |
| Haus 4 Freiburgstrasse 40                                                           | Bauperiode 1961 bis 1970, Geriatrie und andere |      |
| Inselheim Freiburgstrasse 31                                                        | ehemaliges Landgut Donnerbühl, um 1735 bis 38 erbaut. 1919–1921 Verkauf an das Inselspital und Umbau in ein Rekonvaleszenzzentrum Direktion Medizin, Direktionpräsident |      |
| Imhoof-Pavillon Inselmattgasse 9                                                    | erbaut 1895. Der Name 'Imhoof-Pavillon' geht auf eine 1893 erfolgte Schenkung des Burgdorfer Kaufmanns Hermann Friedrich Imhoof für die Errichtung eines Absonderungshauses für Patienten der Chirurgischen Klinik zurück heute Osteoporose Poliklinik |      |
| Apotheke Freiburgstrasse 4, 6                                                       | erbaut 1900 Apotheke und Institut für Spitalpharmazie |      |
| Universitäre Psychiatrische Dienste (UPD) Murtenstrasse 21                          | Das Gebäude wurde 1976 erbaut. Am Standort Inselareal befinden sich die Kriseninterventionsstation, die psychiatrische Station Wernicke sowie die Alterspsychiatrie der UPD. Das 4. Obergeschoss beherbergt u. a. die Direktion Personal der Inselgruppe. |      |
| Forschungs- und Ausbildungszentrum für Medizin Friedbühlstrasse                     | Gebäude der Universität Bern, Medizinische Fakultät. Das ehemalige Friedbühlschulhaus, die Turnhalle und ein Pavillon wurden 2024 abgerissen, um Platz für dieses neue Gebäude zu schaffen. Darin werden die Institute der Medizinischen Fakultät konzentriert, welche sich heute grösstenteils im Muesmatt-Quartier befinden. Das Projekt soll ca. 435 Millionen CHF kosten. Die Projektlaufzeit beträgt 2019 bis 2030, das Siegerprojekt "Janus" wurde 2020 gewählt. Der Baustart erfolgt voraussichtlich im September 2024. Bild: Baustelle März 2024 vor dem Abriss |      |
| Medizinisches Forschung- und Laborgebäude Murtenstrasse 24–28                       | Universität Bern, Baubeginn 2016, Inbetriebnahme 2021 Sitz des Departements für BioMedical Research, was 1994 gegründet wurde. Das Institut für Rechtsmedizin hat dort ebenfalls seinen Sitz. |      |
| Insel Labor Murtenstrasse 40                                                        | In einer ehemaligen Druckerei wurde ein Zentrum für Klinische Forschung realisiert. Die Bauzeit war 2014 bis 2016. Es gehört auch zum Departement für BioMedical Research Bild: Vorderhaus (Wohnungen), das Labor ist auf der Nordseite. |      |
| Insel Data Science Center (IDSC) Murtenstrasse 42                                   | Bauperiode von 1971 bis 1980 Im Gebäude befinden sich die Medizinsammlung des Inselspitals sowie das Insel Data Science Center. |      |
| ARTORG Center for Biomedical Research Murtenstrasse 50                              | erbaut 2010 ARTORG Center for Biomedical Engineering Research der Universität Bern |      |
| Sahli Haus 1 Rosenbühlgasse 23                                                      | erbaut 1957 |      |
| Sahli Haus 2 Rosenbühlgasse 15                                                      | erbaut 1957 |      |
| Berner Fachhochschule Gesundheit Murtenstrasse 10                                   | erbaut 1996 Das Departement Gesundheit der Berner Fachhochschule bietet gesundheits- bzw. medizinnahe Bachelor- und Masterstudiengänge, wo die Patientenähe des Inselspitals am Standort Murtenstrasse für die Ausbildung genutzt wird. |      |
| Wirtschaftsgebäude Rosenbühlgasse 26                                                | erbaut 1964 |      |
| IGMP Institut für Gewebemedizin und Pathologie Murtenstrasse 31                     | 1992 fertiggestellt. Universität Bern, Institut für Gewebemedizin und Pathologie |      |
| IGMP Hörsaalgebäude Rosenbühlgasse 22                                               | 1992 fertiggestellt. "Pathologie-Härsaaltrakt" des IGMP |      |
| Dekanat Medizinische Fakultät Murtenstrasse 11                                      | erbaut 1900 Generalsekretariat und Studiendekanat der Medizinischen Fakultät der Universität Bern. |      |

### Nicht realisiert
- Clara-Winnicki-Haus: Das geplante zentrale Service- und Logistikgebäude sollte ab 2024 gebaut werden und u. a. die Spitalapotheke beheimaten. Im März 2023 teilte die Insel Gruppe mit, dass dieses Gebäude aus dem Investitionsplan gestrichen wird.[75][76] Clara Winnicki (1880–1941) war die erste selbstständige Apothekerin in der Schweiz.

## Kritik an der Kommunikations- und Betriebskultur
Am 25. März 2024 haben sich 40 Klinikdirektoren und 2 Chefärzte in einem Brief an die Leitung der Insel Gruppe gewandt, weil sie die Versorgung potentiell gefährdet sehen. Sie „sind der Ansicht, dass bei einer Fortführung der aktuellen Politik die Zukunft von hochstehender Patientenversorgung, Lehre und Forschung am universitären Standort der Insel-Gruppe ernsthaft gefährdet ist.“ Ein Auseinanderdriften der Spitalleitung, der Medizinischen Fakultät und der Ärzteschaft wird gesehen. Kritisiert wird, dass der Verlust von fast 113 Millionen Franken zu ökonomischem Druck führe und Forschung sowie das Patientenwohl leide. Es wurden von ehemaligen Ärzten auch Mobbingvorwürfe gemacht.
Die Geschäftsprüfungskommission des Grossen Rates hat heftige Kritik an der Kommunikations- und Betriebskultur des Berner Inselspitals geübt. Veränderungen seien insbesondere zulasten einzelner Kliniken gegangen, die an finanziellem Spielraum eingebüsst hätten. Die Kommission hat dem Regierungsrat nahegelegt, seinen Einfluss auf die Insel Gruppe AG geltend zu machen und für eine Verbesserung der Kommunikation zu sorgen. Gelinge dies nicht, könnte der Unmut weiter um sich greifen – dies notabene in einer Zeit, in der aufgrund von Fachkräftemangel und ungelösten Tarifentscheiden die Unsicherheiten ohnehin schon gross seien.
Ein Interim-Management besteht aus Christian Leumann (Rektor der Universität Bern bis Juni 2024) und Bernhard Pulver (seit 2018 Präsident des Verwaltungsrates der Insel Gruppe).
Die neue Führung passt die Strukturen an. Es wurde ein neues Kollegium der Chefärzte geschaffen, was bei weitreichenden Entscheiden ein «mehrheitsbasiertes Wiedererwägungsrecht» hat. Ausserdem nimmt eine Vertreterin des Kollegiums Einsitz ohne Stimmrecht in der Direktion. Der Konflikt zwischen den Chefärzten und der Direktion hatte sich Anfang Jahr zugespitzt und soll so gelöst werden. Die Verbindung zur Universität wird dadurch gestärkt, dass Claudio Bassetti zum Direktor für Lehre und Forschung der Insel-Gruppe gewählt wurde. Die Strukturanpassungen sollen Lehre und Forschung näher mit dem Spitalbetrieb verbinden sowie die Zusammenarbeit zwischen Ärzteschaft und Direktion verbessern.

## Geschichte
Die Ursprünge des Inselspitals gehen auf die Stiftung der Berner Ratsherrentochter Anna Seiler zurück. Seiler stiftete nach der Pestepidemie um 1350 am 29. November 1354 in ihrem Testament ein Hospital zur unentgeltlichen Behandlung und Pflege mit dreizehn Betten, das «stets und ewig» Bestand haben sollte.
Nach der Berner Disputation und der darauffolgenden Annahme der Reformation ging das ehemalige Dominikanerinnen-Kloster «St. Michael in der Insel» an das «Seilerin-Spital» über. Dieses zog im Jahr 1531 von der Zeughausgasse in das Gebäude des Klosters um, das in der Gegend des heutigen Ostflügels des Berner Bundeshauses lag. Auf das Klostergebäude geht der Name Inselspital zurück. Das Spital bestand zum Zeitpunkt des Umzugs aus 34 Betten.
Zuweisungen aus der ganzen Schweiz sowie der Bevölkerungszuwachs führten dazu, dass vielen Kranken aufgrund von Platzmangel die Aufnahme verwehrt werden musste. Das Gebäude war nach inzwischen 300-jährigem Bestehen in einem äusserst bedenklichen Zustand. Bei einem Brand 1713 wurde das Inselspital zerstört. Fünf Jahre später begann der Wiederaufbau an derselben Stelle an der Kochergasse. Das neue Spital wurde zwischen 1718 und 1724 auf Staatskosten von Werkmeister Dünz erbaut – nach den Plänen des Vorarlberger Architekten Franz Beer. Es erschien einem «königlichen Palast ähnlicher denn einem Hospital» und bot Platz für die Behandlung von 70 Erwachsenen und 12 Kindern.
Mit dem Franzoseneinfall 1798/99 diente die Insel den Besatzungstruppen Napoleons als Militärspital. Die letzten französischen Truppen wurden 1802 abgezogen. Jedoch waren noch bis im Februar 1803 Militärpatienten im Spital untergebracht. Während der Mediationszeit stand das Inselspital als unselbstständige Stiftung der Burgergemeinde unter der Oberaufsicht der Kantonsregierung. 1831 trat der Kanton seine Verpflichtungen gegenüber dem Spital mit der Überweisung von einer Million Franken ab. Aus den Zinserträgen dieser Dotation sollten nun die vorherig erbrachten Leistungen wie Arztbesoldungen, Medikamente und der Betriebsbeitrag finanziert werden. Die dadurch ausgelösten Streitigkeiten wurden 1841 mit einem Dotationsvergleich beigelegt. Beide Parteien (Burgergemeinde und Kanton) bezahlen jeweils 500'000 Franken.
Es gehörte seit dem frühen 18. Jahrhundert zu den Pflichten der Chirurgen und Stadtärzte, für Medizinstudenten Unterricht in der Insel abzuhalten. 1797 schlossen sich Ärzte, Chirurgen und Apotheker zum «Medizinischen Institut» zusammen und boten einen vollständigen Lehrgang an. Das Institut bildete trotz der Unsicherheit während der Revolution erfolgreich Landärzte aus. 1805 erhielt Bern erstmals eine Medizinische Fakultät. Das vierjährige medizinische Studium berechtigte nach dem erfolgreichen Abschluss und Bestehen des kantonalen Examens zur Ausübung der Praxis.

Das alte Inselspital vor dem Abriss im Jahr 1888

Übersicht über das neue Inselspital, 1884

Aufgrund der steigenden Patientenzahlen und immer neuen medizinischen Anforderungen kam um 1880 das Inselspital an seine Kapazitätsgrenzen. Auf dem der Inselspital-Stiftung gehörenden «Kreuzmatt-Areal», dem heutigen Standort, wurde von 1881 bis 1884 ein neues Spital errichtet. Das Areal hatte die Insel 1546 von der Anna von Krauchthal, geb. von Velschen, geschenkt erhalten. Im Jahr 1884 wurde das Pavillon-System mit 340 Betten bezogen. 1888 wurde im Zuge der Bauarbeiten für das heutige Bundeshaus Ost der Abbruch des alten Spitalgebäudes notwendig, das bereits seit vier Jahren leer stand. Dabei kamen neben Mauerresten des mittelalterlichen Klosters «St. Michael in der Insel» auch ein jüdischer Grabstein zum Vorschein, ein weiterer 1901 bei der Erstellung des Bundesplatzes. Diese Grabsteine gehörten zu einem Friedhof («Judenkilchhof»), der 1294 nach der Vertreibung der Juden enteignet und verkauft worden war.
Während des Ersten Weltkrieges und der Zwischenkriegszeit konnten die Gebäude aufgrund fehlender finanzieller Mittel weder erweitert noch erneuert werden. Der Schweizer Handelsunternehmer Carl Ludwig Lory (1838–1909) schrieb in seinem Testament vom 9. April 1904, dass die Insel- und Ausserkrankenhauskorporation des Kantons Bern als Haupterbin gelte. Die Verwendung des Erbes war an genaue Bedingungen geknüpft. Das Geld durfte nur zur Erweiterung des Inselspitals verwendet werden und die Neubauten sollten der Pflege, nicht der Lehre dienen. Zusätzlich durfte das Geld nicht für die Finanzierung des Spitalbetriebs verwendet werden, dafür musste der Staat aufkommen. Da der Kanton Bern die Betriebskosten der benötigten Neubauten nicht übernahm, geschah lange Zeit nichts und erst im Jahr 1919 wurde mit dem gestifteten Geld Bauland gekauft. Das neue Inselhilfsgesetz mit Beiträgen von Kanton und Gemeinden ermöglichte ab 1923 die Finanzierung des Spitalbetriebs. Es konnte mit dem Bau des sogenannten Lory-Spitals begonnen werden. Das neue Spitalgebäude wurde am 21. Oktober 1929 – dem Geburtstag des Stifters – eingeweiht. Mit dem übriggebliebenen Teil des gestifteten Lory-Geldes wurde 1954 das Anna-Seiler-Haus gebaut und 1955 konnte die Renovation des Loryspitals mitfinanziert werden.
Grosse Teile der Ende des 19. Jahrhunderts errichteten Bauten wurden von 1958 bis 1978 abgebrochen und durch die heutigen Gebäude ersetzt – unter anderem durch das Bettenhochhaus, den Operationstrakt, die Personalhäuser, das Wirtschaftsgebäude, das Labor- und Werkstattgebäude, den Polikliniktrakt 1 und die neue Kinderklinik. Unter den Bauwerken gilt das Bettenhochhaus als das markanteste.
Der Regierungsrat des Kantons Bern beschloss Ende 2009 die Fusion des Inselspitals Bern und der Spitäler der Spital Netz Bern AG (Spital Aarberg, Spital Münsingen, Spital Riggisberg, Spital Tiefenau, Spital Ziegler sowie Spital und Altersheim Belp). Per 1. Januar 2016 wurde die Fusion zur Insel Gruppe AG durchgeführt.
Bis 2012 finanzierte der Kanton Bern die einzelnen Gebäude und Anlagen des Berner Inselspitals fast vollständig aus Steuergeldern. Mit der neuen Spitalfinanzierung sollen Abgeltungen für Investitionen ausbezahlt werden.
In einer Volksabstimmung wurde 2015 der sogenannte «Masterplan Inselspital» angenommen. Eine Erneuerung mit mehreren Neubauten und Sanierungen soll bis 2025 durchgeführt werden. Unter anderem sollen zwei Hochhäuser durch das Intensiv-, Notfall- und Operationszentrum (INO) miteinander verbunden werden. Im Juni 2018 zog die Universitätsklinik für Frauenheilkunde in das Theodor-Kocher-Haus an der Friedbühlstrasse. Damit wurde der erste Neubau im Rahmen des Masterplans in Betrieb genommen. Am 16. und 17. September 2023 wurde der Umzug aus dem Bettenhochhaus ins neue Anna-Seiler-Haus durchgeführt.

## Berühmte Personen an der Insel
Von 1819 bis 1826 wirkte Karl Rikli als Pfarrer und von 1821 bis 1833 Karl Howald als Prediger am Inselspital, ab 1850 arbeitete als Arzt Johann Rudolf Schneider, der politische Initiator der Juragewässerkorrektion. Im Inselspital war auch Theodor Kocher tätig, der 1909 als erster Chirurg den Nobelpreis für Medizin erhielt.